# Xenia rubens
Xenia rubens is een zachte koraalsoort uit de familie Xeniidae. De koraalsoort komt uit het geslacht Xenia. Xenia rubens werd in 1896 voor het eerst wetenschappelijk beschreven door Schenk. 